# Belmont-Sainte-Foi
Belmont-Sainte-Foi ist eine französische Gemeinde mit 129 Einwohnern (Stand 1. Januar 2022) im Département Lot in der Region Okzitanien (vor 2016: Midi-Pyrénées). Die Gemeinde gehört zum Arrondissement Cahors und zum Kanton Marches du Sud-Quercy.
Der erste Teil des Namens der Gemeinde kann als Übersetzung des lateinischen bellus mons (deutsch schöner Hügel) gewertet werden. Das Adjektiv bellus muss nicht zwingend bei seiner ersten Bedeutung gewertet werden. Es kann vielmehr auf einen Ort hinweisen, von dem ein freier Blick auf die Umgebung gewährt wird und beispielsweise ein herannahender Feind rasch entdeckt wird. Einige Etymologen sehen im ersten Teil eine proto-indoeuropäische Wurzel bal- / bel- (deutsch Felsspitze, Anhöhe). Das Toponym würde demnach einen Pleonasmus darstellen.
Der zweite Teil ist der Name der heiligen Fides von Agen.
Die Einwohner werden Belmontois und Belmontoises genannt.

## Geographie
Belmont-Sainte-Foi liegt circa 24 Kilometer südöstlich von Cahors in der historischen Provinz Quercy im Regionalen Naturpark Causses du Quercy an der südlichen Grenze zum benachbarten Département Tarn-et-Garonne.
Umgeben wird Belmont-Sainte-Foi von den vier Nachbargemeinden:
| Lalbenque                            |                                             | Vaylats                      |
|                                      | Kompassrose, die auf Nachbargemeinden zeigt |                              |
| Labastide-de-Penne (Tarn-et-Garonne) |                                             | Puylaroque (Tarn-et-Garonne) |

Belmont-Sainte-Foi liegt im Einzugsgebiet des Flusses Garonne.
Nebenflüsse der Lère durchqueren das Gebiet der Gemeinde,
- der Ruisseau de Coffinié, der in Belmont-Sainte-Foi entspringt, und
- der Candé mit seinem Nebenfluss,
  - dem Ruisseau d’Entraygues, der in Belmont-Sainte-Foi entspringt.

Außerdem befindet sich in Belmont-Sainte-Foi die Quelle des Ruisseau des Frayssinades, eines Nebenflusses des Rieucros.

## Einwohnerentwicklung
Nach Beginn der Aufzeichnungen stieg die Einwohnerzahl bis zur ersten Hälfte des 19. Jahrhunderts auf einen Höchststand von rund 530. In der Folgezeit sank die Größe der Gemeinde bei kurzen Erholungsphasen bis zu den 1990er Jahren auf rund 70 Einwohner, bevor sich eine Wachstumsphase einstellte, die nach relativ kurzer Zeit wieder stagnierte.
| Jahr      | 1962 | 1968 | 1975 | 1982 | 1990 | 1999 | 2006 | 2011 | 2022 |
| --------- | ---- | ---- | ---- | ---- | ---- | ---- | ---- | ---- | ---- |
| Einwohner | 133  | 107  | 92   | 102  | 68   | 105  | 119  | 109  | 129  |

## Schloss Belmont
Im Jahre 1259 huldigte Guillaume de Belfort dem Grafen von Poitiers für seine Ländereien und seine „Villa“ in Belmont. Im 15. Jahrhundert wurde die Grundherrschaft von Belmont zwischen den Familien Desprez de Montpezat und Carit de Puylaroque aufgeteilt. Ihre Nachfolger waren 1595 die Vignes, Seigneurs von Puylaroque beziehungsweise im 17. Jahrhundert die Familie Laburgade, Seigneurs von Lalbenque, die beide ihre Besitzungen bis zur Französischen Revolution behielten, in der das ursprüngliche Schloss in Brand gesteckt wurde. Zum großen Teil wurde es im 17. Jahrhundert bereits nach mittelalterlichen Plänen neu gebaut. Umfangreiche Neubaumaßnahmen und Restaurierungen fanden im 19. Jahrhundert statt.
Das Wohnhaus hatte vier Türme besessen, bevor das Schloss während der Revolution in Brand gesetzt wurde. Heute handelt es sich um ein dreigeschossiges massives Gebäude mit einem kleinen Rundturm an der Nordostecke. Das Eingangstor mit Randschlägen und ein zugemauertes Kreuzstockfenster gehören zum Bauzustand im 17. Jahrhundert ebenso wie die Treppe mit Balustern und eine Balkendecke à la française mit Spuren einer Bemalung und mit Deckenbalken, die ebenso breit sind wie die Zwischenräume. Teile des Mauerwerks aus Werksteinen und eine Bogenscharte könnten Reste des mittelalterlichen Wohnhauses sein. Nebengebäude umsäumen die Parzelle im Osten. Das Landgut birgt auch einen Taubenschlag aus Fachwerk auf Säulen.

## Wirtschaft und Infrastruktur

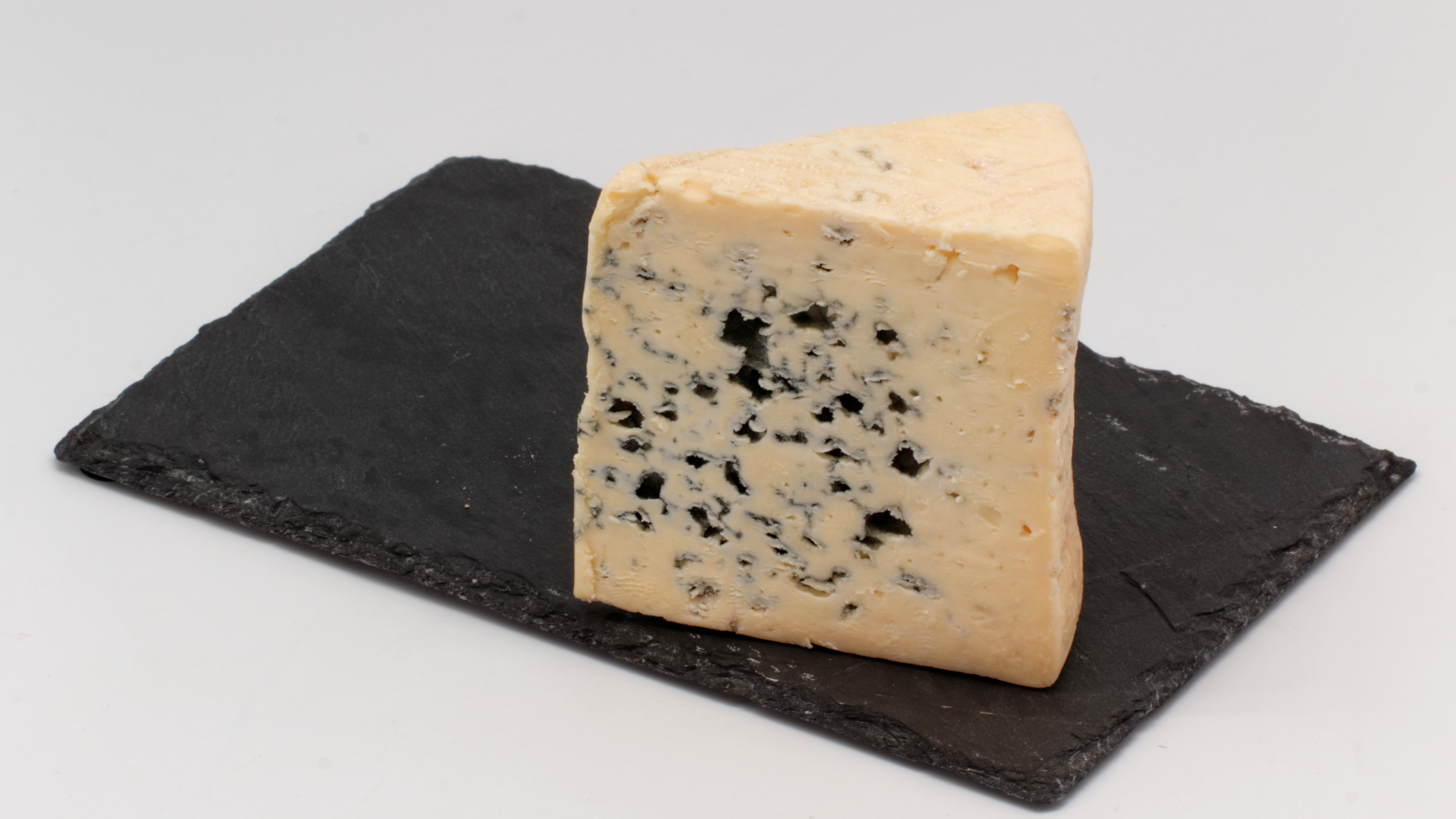
Blauschimmelkäse Bleu des Causses
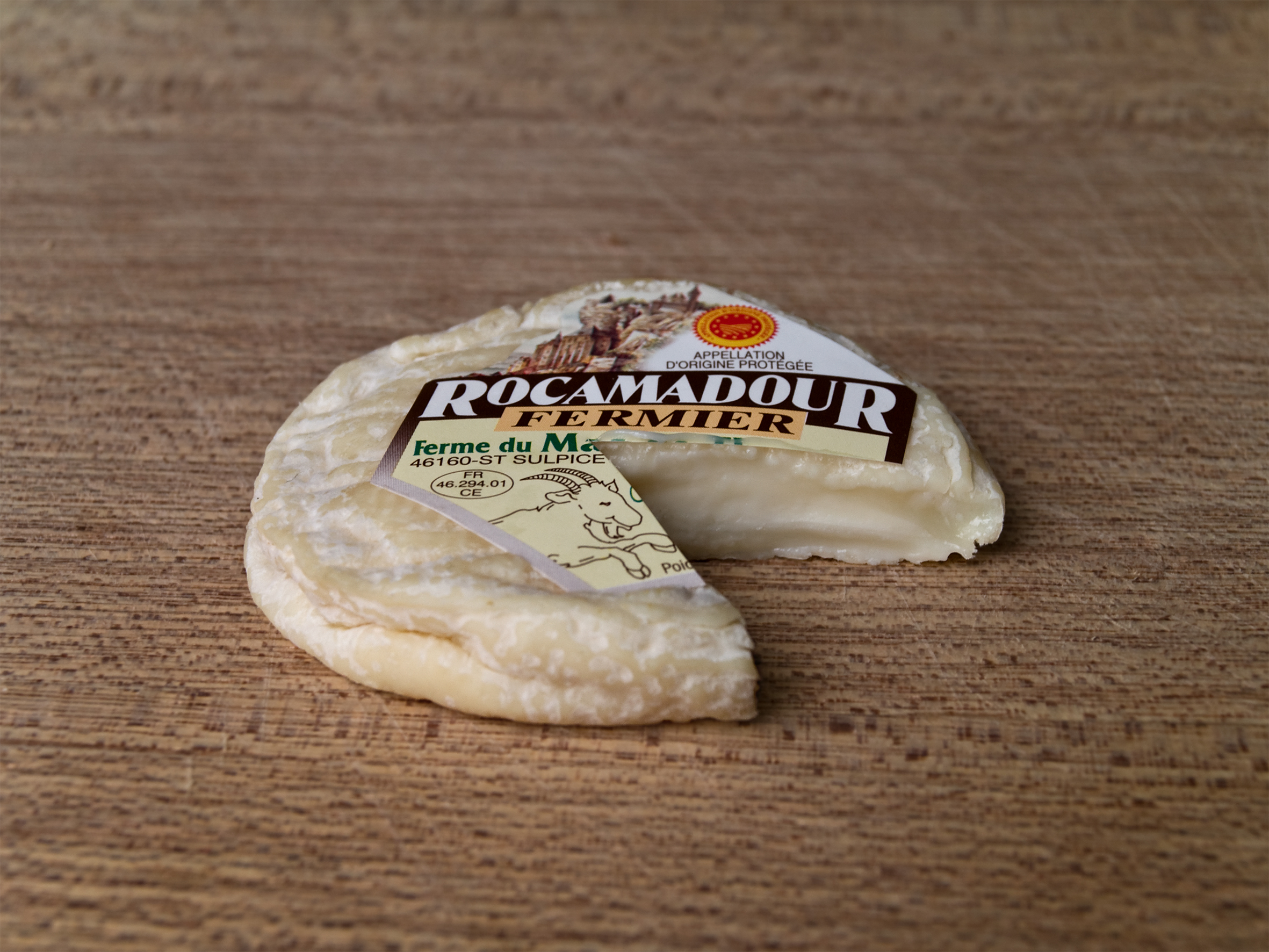
Rocamadour-Käse

Belmont-Sainte-Foi liegt in den Zonen AOC des Blauschimmelkäses Bleu des Causses und des Rocamadour, eines Käses aus Ziegenmilch.

### Verkehr
Belmont-Sainte-Foi ist erreichbar über die Routes départementales 6 und 42.